# Hans Kristian Skibby
Hans Kristian Skibby (født 18. januar 1969 i Brædstrup) er en dansk politiker, som er medlem af Folketinget og viceborgmester i Hedensted Kommune. Han har repræsenteret Danmarksdemokraterne siden august 2022 og var tidligere medlem af Dansk Folkeparti. Skibby har været folketingsmedlem siden 2005. Han havde flere forskellige ordførerskaber for Dansk Folkeparti, senest erhvervs- og transportordfører da meldte sig ud af partiet i februar 2021. Han var løsgænger fra februar til august 2022.
Skibby har en højere handelseksamen fra Horsens Handelsskole i 1989. Han har arbejdet som speditør for DFDS i Horsens 1990-1992, transportansvarlig ved Højbjerg Maskinfabrik i 1992-1995, og lager- & transportchef ved Kelsen International Bakery i 1995-1997. I 1997 blev han logistikchef ved Vesterlund Bageri, hvor han var til 1999. Han blev i 1999 projektspeditør ved Flextek A/S i Hedensted og var her frem til 2005.
Hans Kristian Skibby er gift med socialpædagog, Linda Skibby Olesen, med hvem han har tre drenge. 

## Politisk karriere
Den politiske karriere begyndte i 1995, hvor Skibby blev næstformand for Dansk Folkeparti i Vejle Amt. I 1998 blev han byrådsmedlem i Tørring-Uldum Kommune; begge poster beholdt han til 2006. Skibby var bl.a. viceborgmester og formand for kommunens teknik- og miljøudvalg. Han var desuden medlem af KL's udvalg for teknik og forsyning 2002-2005. Skibby blev opstillet til Folketinget første gang i Vejlekredsen, men skiftede i 2004 til Horsenskredsen. Fra 2004-2006 var han tillige Juelsmindekredsens kandidat. Midlertidigt medlem af Folketinget i 2002. Indvalgt direkte i Folketinget ved valget 8. februar 2005 og genvalgt i 2007, 2011, 2015 og i 2019.
Efter folketingsvalget i 2007 blev han sit partis kommunalordfører, ligesom han var formand for Folketingets Kommunaludvalg. Han var desuden medlem af Boligudvalget og Uddannelsesudvalget. Fra 2005-2007 var han forsvarsordfører. 
Ved folketingsvalget 15. september 2011 blev Skibby genvalgt til Folketinget med flest personlige DF-stemmer i Østjyllands Storkreds, hvor han fortsat er valgt i Horsens-kredsen. Han var partiets Erhvervsordfører. Genvalgt ved folketingsvalget i 2015 og 2019.
I Hedensted Kommune er han pr. 1. januar 2018 valgt som 1. viceborgmester, næstformand i Økonomiudvalget. Ved kommunalvalget i 2021, blev han genvalgt til kommunalbestyrelsen i Hedensted Kommune og blev igen viceborgmester i den nye kommunalbestyrelse, samt medlem af økonomiudvalget.    
Fra 2018 valgt som bestyrelsesformand i Hedensted Spildevand A/S.  
Skibby meldte sig ud af Dansk Folkeparti 22. februar 2022. Han var løsgænger i Folketinget og Hedensted byråd til august 2022 hvor han skiftede til Danmarksdemokraterne og også blev folketingskandidat for Danmarksdemokraterne i Østjyllands Storkreds.
Politisk har han flere gange været en af partiets markante fortalere for dyrs rettigheder. I 2006 udtrykte han forståelse for, at nogle er tilhængere af dødsstraf mod hårdkogte kriminelle som Peter Lundin.